# Кристовал (Техас)
Кристовал (англ. Christoval) — переписна місцевість (CDP) в США, в окрузі Том-Грін штату Техас. Населення — 482 особи (2020).

## Географія
Кристовал розташований за координатами 31°11′51″ пн. ш. 100°29′36″ зх. д. / 31.19750° пн. ш. 100.49333° зх. д. (31.197614, -100.493302).  За даними Бюро перепису населення США в 2010 році переписна місцевість мала площу 3,44 км², уся площа — суходіл.

## Демографія
Згідно з переписом 2010 року, у переписній місцевості мешкали 504 особи в 208 домогосподарствах у складі 138 родин. Густота населення становила 147 осіб/км².  Було 256 помешкань (75/км²).
Расовий склад населення:
| - 91,5 % — білих - 0,6 % — азіатів - 0,2 % — корінних американців - 0,2 % — чорних або афроамериканців - 6,5 % — осіб інших рас |

До двох чи більше рас належало 1,0 %. Частка іспаномовних становила 19,2 % від усіх жителів.
За віковим діапазоном населення розподілялося таким чином: 22,4 % — особи молодші 18 років, 62,3 % — особи у віці 18—64 років, 15,3 % — особи у віці 65 років та старші. Медіана віку мешканця становила 45,7 року. На 100 осіб жіночої статі у переписній місцевості припадало 96,9 чоловіків;  на 100 жінок у віці від 18 років та старших — 99,5 чоловіків також старших 18 років.
Середній дохід на одне домашнє господарство  становив 47 131 долар США (медіана — 25 083), а середній дохід на одну сім'ю — 74 537 доларів (медіана — 46 250). За межею бідності перебувало 27,2 % осіб, у тому числі 27,8 % дітей у віці до 18 років та 5,3 % осіб у віці 65 років та старших.
Цивільне працевлаштоване населення становило 94 особи. Основні галузі зайнятості: освіта, охорона здоров'я та соціальна допомога — 29,8 %, науковці, спеціалісти, менеджери — 27,7 %, сільське господарство, лісництво, риболовля — 18,1 %.